# Montady
Montady [mɔ̃.ta.di] (de l'occitan Montadin [mun.ta.'di]) est une commune française située dans le sud du département de l'Hérault, en région Occitanie.
La commune est exposée à un climat méditerranéen ; elle ne possède aucun cours d'eau permanent. La commune dispose d'un patrimoine naturel remarquable répertorié dans une zone naturelle d'intérêt écologique, faunistique et floristique.
Montady est une commune rurale qui compte 4 020 habitants en 2022, après avoir connu une forte hausse de la population depuis 1962. Elle est située dans l'unité urbaine de Montady et fait partie de l'aire d'attraction de Béziers. Ses habitants sont appelés les Montadynois ou  Montadynoises.

## Géographie

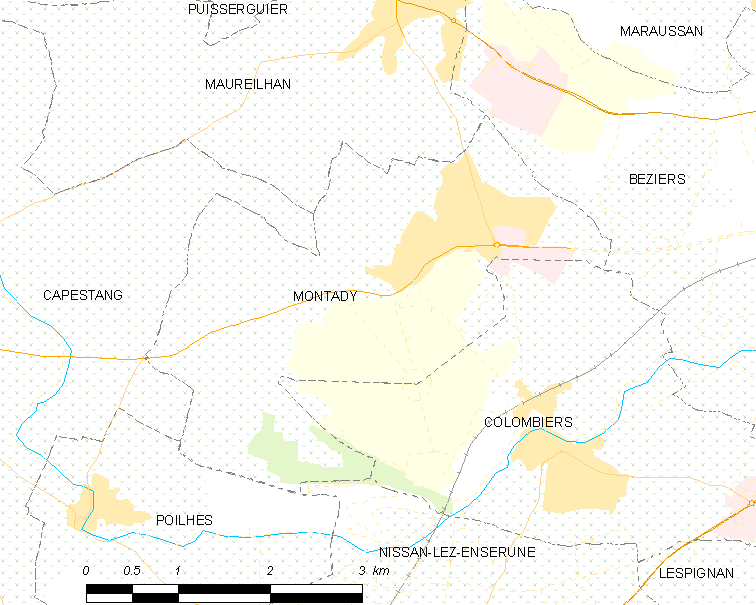
Carte.

### Communes limitrophes
La commune est entourée par celles de Colombiers, Nissan, Maureilhan, Capestang et Poilhes, Montady est située à 8 km au sud-ouest de Béziers, la plus grande ville à proximité.
| Maureilhan | Maureilhan          | Béziers    |
| Capestang  | Montady             | Béziers    |
| Poilhes    | Nissan-lez-Enserune | Colombiers |

### Relief et géologie
La colline de Montady se compose de deux formations géologiques. La partie inférieure, la molasse helvétienne, bien visible le long de la route nationale, se compose de grès marin formé durant le Miocène moyen. Au sommet de la colline est visible le poudingue de Montady et d'Ensérune, une formation qui semble avoir une origine fluviatile et est aussi datée du Miocène.

### Climat
Pour des articles plus généraux, voir Climat de l'Occitanie et Climat de l'Hérault.
En 2010, le climat de la commune est de type climat méditerranéen franc, selon une étude s'appuyant sur une série de données couvrant la période 1971-2000. En 2020, Météo-France publie une typologie des climats de la France métropolitaine dans laquelle la commune est exposée à un climat méditerranéen et est dans la région climatique  Provence, Languedoc-Roussillon, caractérisée par une pluviométrie faible en été, un très bon ensoleillement (2 600 h/an), un été chaud (21,5 °C), un air très sec en été, sec en toutes saisons, des vents forts (fréquence de 40 à 50 % de vents > 5 m/s) et peu de brouillards.
Pour la période 1971-2000, la température annuelle moyenne est de 14,8 °C, avec une amplitude thermique annuelle de 15,9 °C. Le cumul annuel moyen de précipitations est de 596 mm, avec 5,1 jours de précipitations en janvier et 2,4 jours en juillet. Pour la période 1991-2020, la température moyenne annuelle observée sur la station météorologique la plus proche, située sur la commune de Béziers à 8 km à vol d'oiseau, est de 15,5 °C et le cumul annuel moyen de précipitations est de 585,0 mm,. Pour l'avenir, les paramètres climatiques de la commune estimés pour 2050 selon différents scénarios d’émission de gaz à effet de serre sont consultables sur un site dédié publié par Météo-France en novembre 2022.

### Milieux naturels et biodiversité

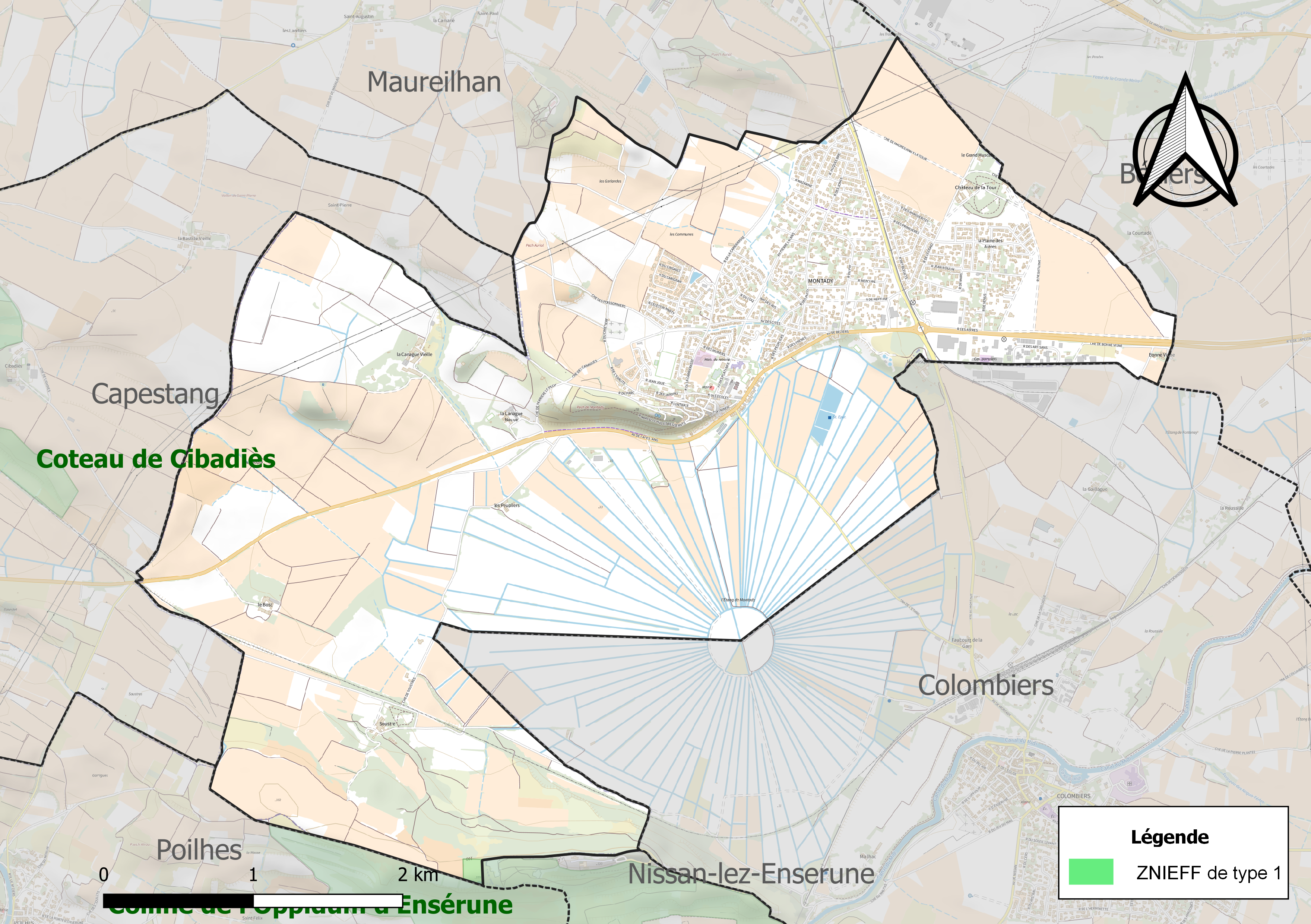
Carte de la ZNIEFF de type 1 localisée sur la commune.

L’inventaire des zones naturelles d'intérêt écologique, faunistique et floristique (ZNIEFF) a pour objectif de réaliser une couverture des zones les plus intéressantes sur le plan écologique, essentiellement dans la perspective d’améliorer la connaissance du patrimoine naturel national et de fournir aux différents décideurs un outil d’aide à la prise en compte de l’environnement dans l’aménagement du territoire.
Une ZNIEFF de type 1 est recensée sur la commune :
la « colline de l'Oppidum d'Ensérune » (71 ha), couvrant 3 communes du département.

## Urbanisme

### Typologie
Au 1er janvier 2024, Montady est catégorisée bourg rural, selon la nouvelle grille communale de densité à sept niveaux définie par l'Insee en 2022.
Elle appartient à l'unité urbaine de Montady, une unité urbaine monocommunale constituant une ville isolée,. Par ailleurs la commune fait partie de l'aire d'attraction de Béziers, dont elle est une commune de la couronne,. Cette aire, qui regroupe 53 communes, est catégorisée dans les aires de 50 000 à moins de 200 000 habitants,.

### Occupation des sols
L'occupation des sols de la commune, telle qu'elle ressort de la base de données européenne d’occupation biophysique des sols Corine Land Cover (CLC), est marquée par l'importance des territoires agricoles (79,5 % en 2018), en diminution par rapport à 1990 (83,6 %). La répartition détaillée en 2018 est la suivante : 
cultures permanentes (59,4 %), terres arables (19,9 %), zones urbanisées (13,7 %), milieux à végétation arbustive et/ou herbacée (4,9 %), zones industrielles ou commerciales et réseaux de communication (1,9 %), zones agricoles hétérogènes (0,2 %). L'évolution de l’occupation des sols de la commune et de ses infrastructures peut être observée sur les différentes représentations cartographiques du territoire : la carte de Cassini (XVIIIe siècle), la carte d'état-major (1820-1866) et les cartes ou photos aériennes de l'IGN pour la période actuelle (1950 à aujourd'hui).

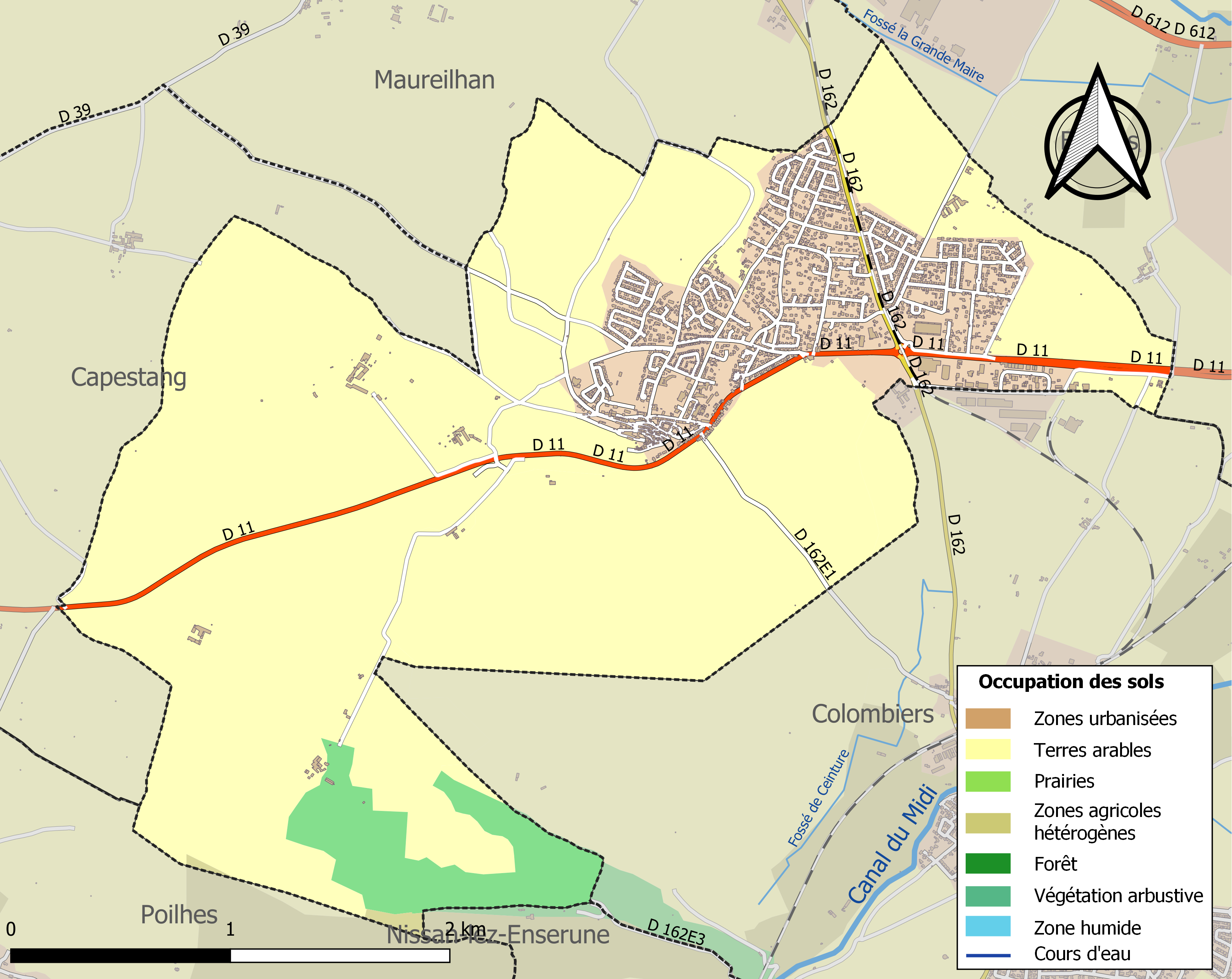
Carte des infrastructures et de l'occupation des sols de la commune en 2018 (CLC).

### Risques majeurs
Le territoire de la commune de Montady est vulnérable à différents aléas naturels : météorologiques (tempête, orage, neige, grand froid, canicule ou sécheresse), inondations, mouvements de terrains et séisme (sismicité faible). Il est également exposé à un risque technologique,  le transport de matières dangereuses. Un site publié par le BRGM permet d'évaluer simplement et rapidement les risques d'un bien localisé soit par son adresse soit par le numéro de sa parcelle.

#### Risques naturels
Certaines parties du territoire communal sont susceptibles d’être affectées par le risque d’inondation par débordement de cours d'eau, notamment l'Orb, le Jaur et le ruisseau d'Héric. La commune a été reconnue en état de catastrophe naturelle au titre des dommages causés par les inondations et coulées de boue survenues en 1982, 1987, 1992, 1994, 1996, 2016 et 2019,.
Montady est exposée au risque de feu de forêt du fait de la présence sur son territoire. Un plan départemental de protection des forêts contre les incendies (PDPFCI) a été approuvé en juin 2013 et court jusqu'en 2022, où il doit être renouvelé. Les mesures individuelles de prévention contre les incendies sont précisées par deux arrêtés préfectoraux et s’appliquent dans les zones exposées aux incendies de forêt et à moins de 200 mètres de celles-ci. L’arrêté du 25 avril 2002 réglemente l'emploi du feu en interdisant notamment d’apporter du feu, de fumer et de jeter des mégots de cigarette dans les espaces sensibles et sur les voies qui les traversent sous peine de sanctions. L'arrêté du 11 mars 2013 rend le débroussaillement obligatoire, incombant au propriétaire ou ayant droit,.

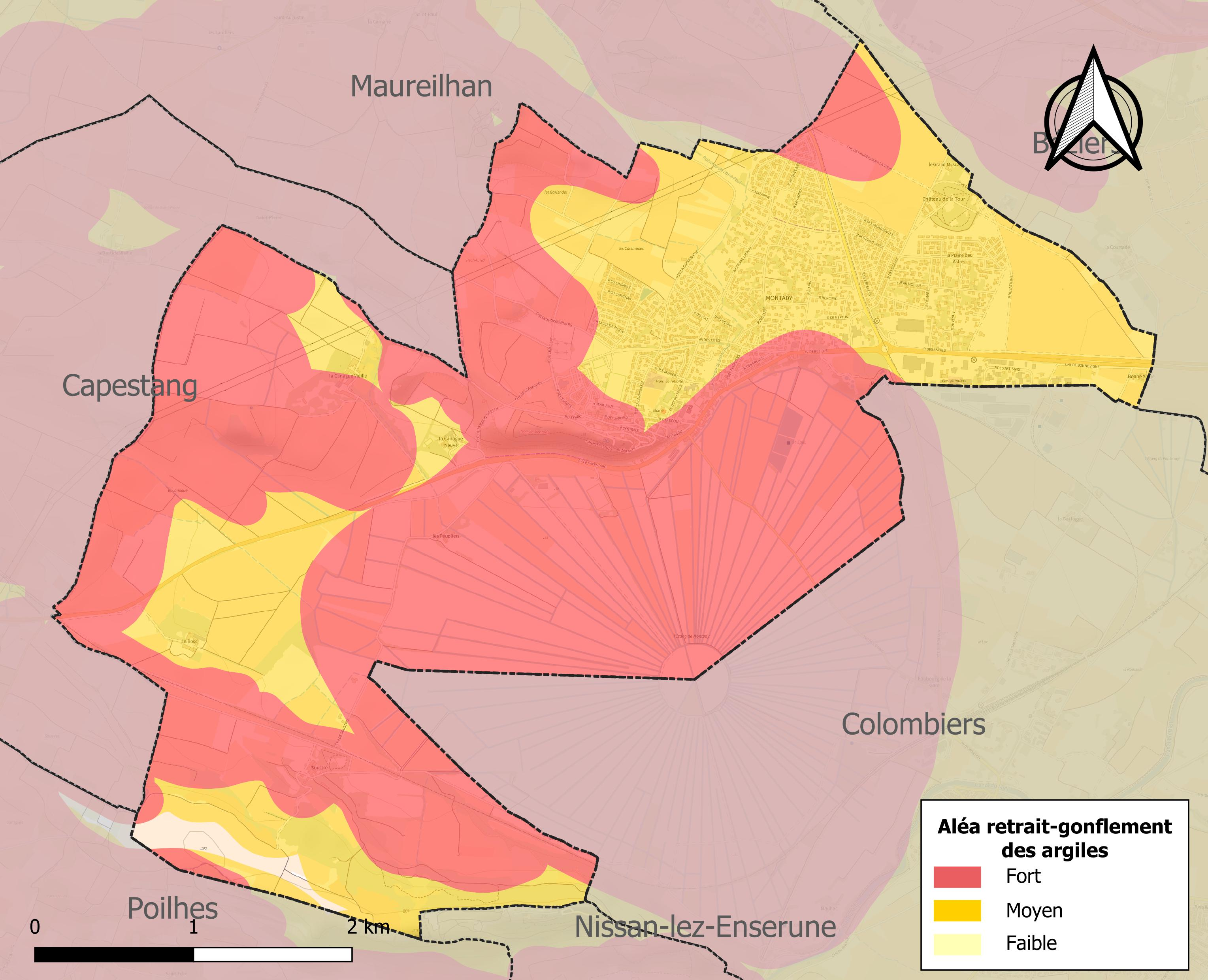
Carte des zones d'aléa retrait-gonflement des sols argileux de Montady.

La commune est vulnérable au risque de mouvements de terrains constitué principalement du retrait-gonflement des sols argileux. Cet aléa est susceptible d'engendrer des dommages importants aux bâtiments en cas d’alternance de périodes de sécheresse et de pluie. 99 % de la superficie communale est en aléa moyen ou fort (59,3 % au niveau départemental et 48,5 % au niveau national). Sur les 1 634 bâtiments dénombrés sur la commune en 2019, 1 634 sont en aléa moyen ou fort, soit 100 %, à comparer aux 85 % au niveau départemental et 54 % au niveau national. Une cartographie de l'exposition du territoire national au retrait gonflement des sols argileux est disponible sur le site du BRGM,.
Par ailleurs, afin de mieux appréhender le risque d’affaissement de terrain, l'inventaire national des cavités souterraines permet de localiser celles situées sur la commune.

#### Risques technologiques
Le risque de transport de matières dangereuses sur la commune est lié à sa traversée par des infrastructures routières ou ferroviaires importantes ou la présence d'une canalisation de transport d'hydrocarbures. Un accident se produisant sur de telles infrastructures est susceptible d’avoir des effets graves sur les biens, les personnes ou l'environnement, selon la nature du matériau transporté. Des dispositions d’urbanisme peuvent être préconisées en conséquence.

## Toponymie
Attestée sous les formes Raimondi Petri de Montadino (1097), Arnaldus de Montadia (1129), Monteadino (1155), Montadi (1643), puis Montady (1771)...

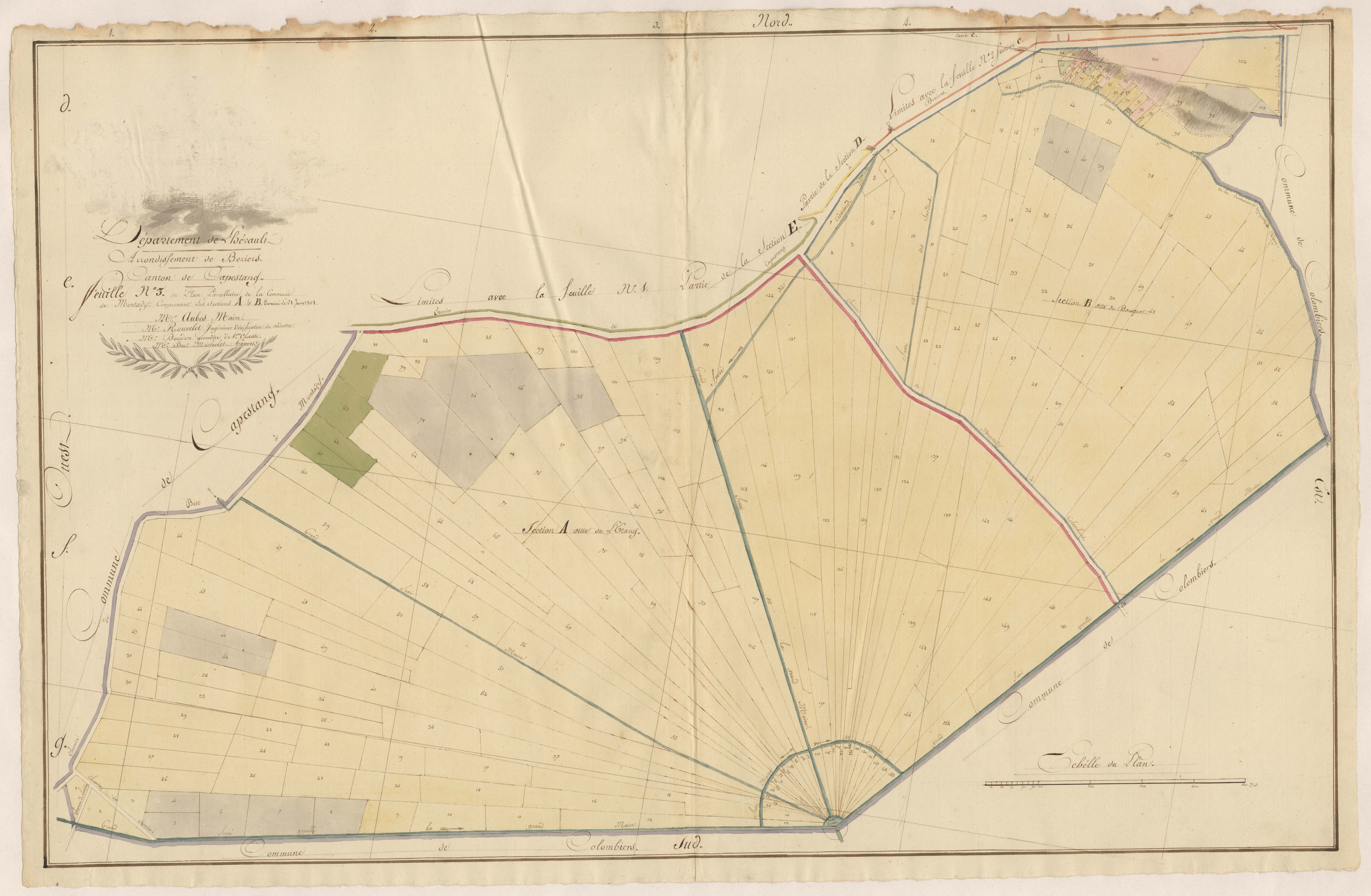
Cadastre napoléonien : plan des sections A et B de l'étang (1808).

Mont + nom d'homme germanique Atinus.

## Histoire

### Faits historiques

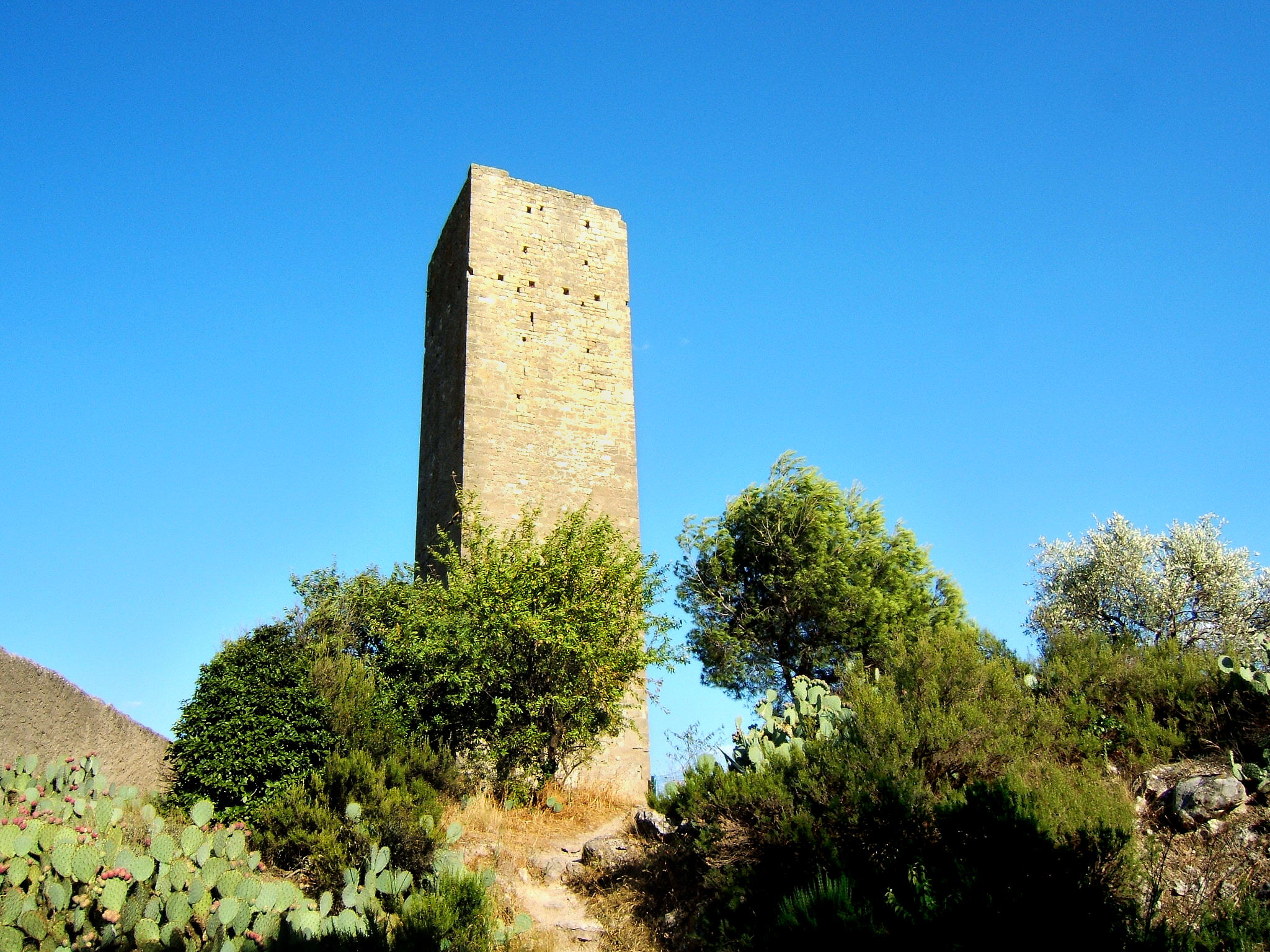
Tour de Montady, XIIe siècle.

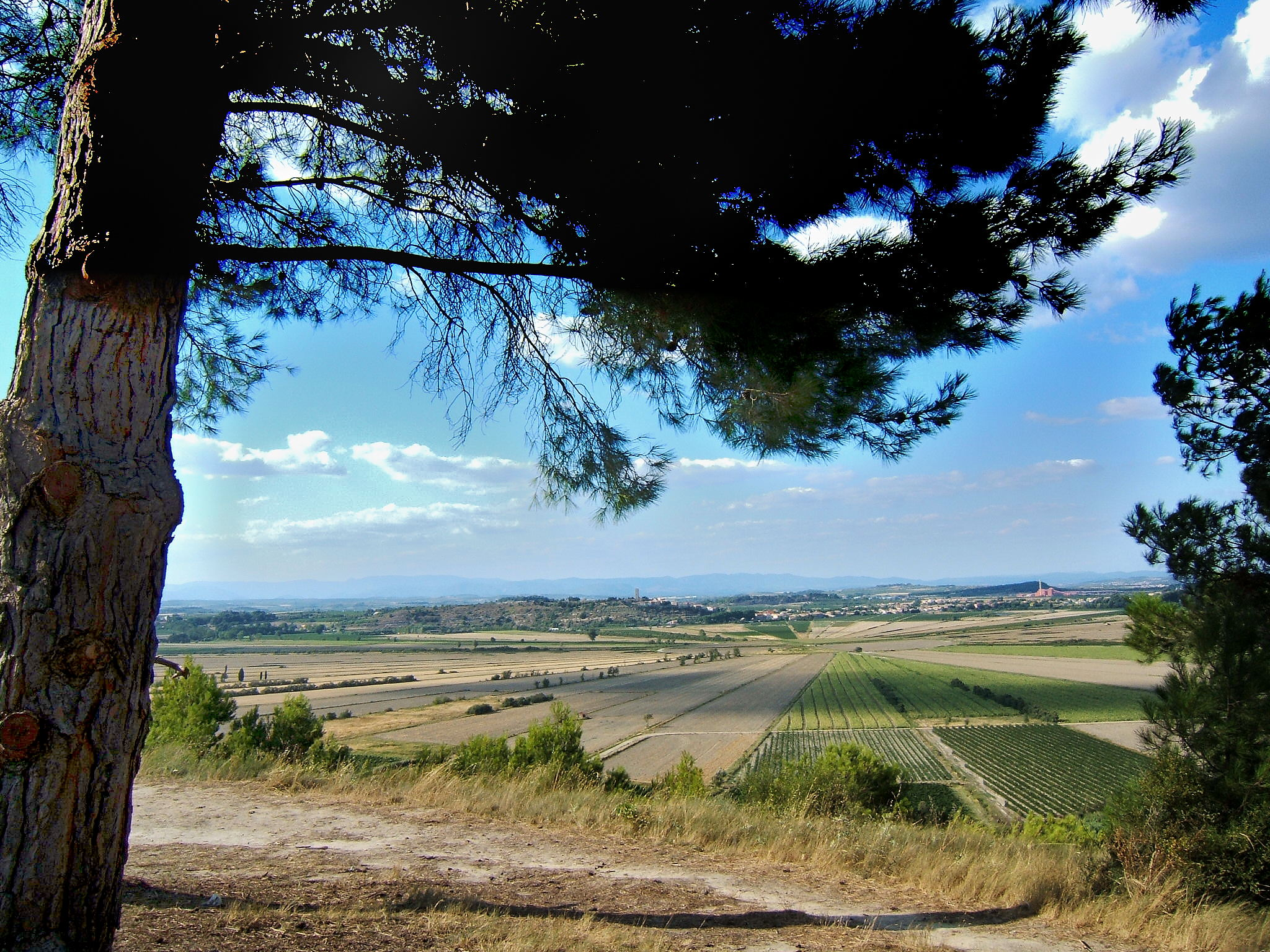
Étang de Montady.

Une inscription latine (Corpus inscriptionum Latinorum  XII 4311) atteste qu'en 455, le prêtre Othia fonda à Montady une basilique sous la triple invocation des saints Vincent, Agnès et Eulalie, martyrs tous célébrés cinquante ans plus tôt par le poète latin Prudence.
La colline située au cœur du village est surplombée par une tour féodale du XIIe siècle (tour de Montady, vestige d'un château aujourd'hui disparu).
L’étang de Montady était autrefois "un marais saumâtre en eaux stagnantes, cause de nombreuses épidémies" : c'est ce qui était écrit dans la charte de 1247 (aujourd'hui disparue, mais dont il reste la retranscription aux Archives départementales de Montpellier). Cependant, des travaux effectués par le professeur Jean-Loup Abbé de Toulouse ont montré que cet étang avait une vie très active : pêche, chasse, cueillette des roseaux, etc. Son équipe a même trouvé un quai fait de coquillages concassés au pied de la colline d'Enserune. En 1247, l’archevêque de Narbonne donna toutes facilités à quatre propriétaires pour entreprendre les travaux nécessaires à l’assainissement de l’étang.
Dès 1270 était mis en place un réseau de fossés à la forme originale, en soleil, qui permit un assainissement local et rendit exploitables 420 hectares de terre. Diverses cultures s’y succédèrent sur les parcelles triangulaires appelées « pointes ». Les cultures se faisaient en bordure et le centre était laissé au pacage des bêtes. Le réseau de canaux permet le drainage des eaux du pourtour vers le centre. De là, un fossé creusé à contre-pente, prolongé par la galerie creusée sous la montagne d’Enserune – longue de 1 300 mètres, c’est un chef-d’œuvre des artisans du Moyen Âge – conduit les eaux jusqu’au ruisseau de Clavilongue.
La crise du phylloxera (vers 1870) détermine la vocation viticole de Montady. Sa forme naturelle en bassin fermé permet une immersion des vignes, moyen de lutte efficace contre ce fléau. Un réseau d’irrigation gravitaire est mis en place, tirant l’eau du canal du Midi. L’introduction de nouvelles cultures, notamment fourragères et légumières, plus exigeantes en eau, impose l’installation d’un second réseau d’irrigation après 1960. Il s’agit de conduites souterraines d’eau sous pression, permettant l’arrosage par aspersion.
On attribue la constitution du château de Montady au XIIe siècle bien que l’on ait prétendu que du IXe siècle au XIIe siècle, les Sarrasins avaient fait de celui-ci un lieu de refuge. Il semblerait que le château de Montady eut à souffrir des agressions des troupes de Simon de Montfort lors de la guerre contre les Cathares en 1209 après le sac de la ville de Béziers. La troupe des croisés se dirigeant sur Minerve et le seigneur, Bernard Pons, étant l'ami de Trencavel, le village de Vinacan qui se trouvait à l'emplacement du cimetière actuel fut brûlé et le château fortement endommagé côté nord-est, mais il restait les trois tours, le donjon et les bâtiments. Il est à noter que le château de Montady faisait partie d'un co-seigneurage. Le deuxième château, celui de Saint-Jean-de-Tersan, se trouvant probablement vers le domaine du Bosc, fut complètement démantelé et disparut. Seule est restée la chapelle qui depuis a également disparut.
En 1226, Pierre de Montady est propriétaire du château. Jusqu’en 1600, il reste dans la famille de Cabrières, puis retombe dans les mains du roi. Le sieur de la Ricardelle possède ensuite la seigneurie de Montady jusqu’en 1660. En 1661, le château est vendu au chapitre de Saint-Nazaire à l'exclusion de la tour qui, elle, est revendue comme bien communal en 1792. Le château, complètement détruit en 1846, ne laisse comme seule trace actuelle que la très belle tour sarrasine illuminée chaque nuit qui semble veiller sur le village de Montady.

## Politique et administration

### Liste des maires
| Période   | Période   | Identité         | Étiquette | Qualité         |
| --------- | --------- | ---------------- | --------- | --------------- |
| 1947      | 1965      | Marius Roumagnac |           |                 |
| 1965      | mars 1989 | Célestin Marty   | PS        |                 |
| mars 1989 | mars 2008 | Jean-Paul Sost   | PS        |                 |
| mars 2008 | En cours  | Alain Castan     | DVG       | Cadre supérieur |

## Économie

### Revenus
En 2018, la commune compte 1 672 ménages fiscaux, regroupant 4 056 personnes. La médiane du revenu disponible par unité de consommation est de 20 600 € (20 330 € dans le département). 46 % des ménages fiscaux sont imposés (45,8 % dans le département).

### Emploi
|                | 2008   | 2013   | 2018   |
| -------------- | ------ | ------ | ------ |
| Commune        | 7,4 %  | 8,9 %  | 12,2 % |
| Département    | 10,1 % | 11,9 % | 12 %   |
| France entière | 8,3 %  | 10 %   | 10 %   |

En 2018, la population âgée de 15 à 64 ans s'élève à 2 325 personnes, parmi lesquelles on compte 73,5 % d'actifs (61,3 % ayant un emploi et 12,2 % de chômeurs) et 26,5 % d'inactifs,. En  2018, le taux de chômage communal (au sens du recensement) des 15-64 ans est supérieur à celui du département et de la France, alors qu'en 2008 la situation était inverse.
La commune fait partie de la couronne de l'aire d'attraction de Béziers, du fait qu'au moins 15 % des actifs travaillent dans le pôle,. Elle compte 535 emplois en 2018, contre 573 en 2013 et 540 en 2008. Le nombre d'actifs ayant un emploi résidant dans la commune est de 1 448, soit un indicateur de concentration d'emploi de 37 % et un taux d'activité parmi les 15 ans ou plus de 53,4 %.
Sur ces 1 448 actifs de 15 ans ou plus ayant un emploi, 272 travaillent dans la commune, soit 19 % des habitants. Pour se rendre au travail, 90,6 % des habitants utilisent un véhicule personnel ou de fonction à quatre roues, 2,1 % les transports en commun, 4,4 % s'y rendent en deux-roues, à vélo ou à pied et 2,9 % n'ont pas besoin de transport (travail au domicile).

### Activités hors agriculture

#### Secteurs d'activités
289 établissements sont implantés  à Montady au 31 décembre 2019. Le tableau ci-dessous en détaille le nombre par secteur d'activité et compare les ratios avec ceux du département,.
| Secteur d'activité                                                                                        | Commune | Commune | Département |
| Secteur d'activité                                                                                        | Nombre  | %       | %           |
| --- | ------- | ------- | ----------- |
| Ensemble                                                                                                  | 289     | 100 %   | (100 %)     |
| Industrie manufacturière, industries extractives et autres                                                | 23      | 8 %     | (6,7 %)     |
| Construction                                                                                              | 47      | 16,3 %  | (14,1 %)    |
| Commerce de gros et de détail, transports, hébergement et restauration                                    | 74      | 25,6 %  | (28 %)      |
| Information et communication                                                                              | 2       | 0,7 %   | (3,3 %)     |
| Activités financières et d'assurance                                                                      | 9       | 3,1 %   | (3,2 %)     |
| Activités immobilières                                                                                    | 18      | 6,2 %   | (5,3 %)     |
| Activités spécialisées, scientifiques et techniques et activités de services administratifs et de soutien | 40      | 13,8 %  | (17,1 %)    |
| Administration publique, enseignement, santé humaine et action sociale                                    | 42      | 14,5 %  | (14,2 %)    |
| Autres activités de services                                                                              | 34      | 11,8 %  | (8,1 %)     |

Le secteur du commerce de gros et de détail, des transports, de l'hébergement et de la restauration est prépondérant sur la commune puisqu'il représente 25,6 % du nombre total d'établissements de la commune (74 sur les 289 entreprises implantées  à Montady), contre 28 % au niveau départemental.

#### Entreprises et commerces
Les cinq entreprises ayant leur siège social sur le territoire communal qui génèrent le plus de chiffre d'affaires en 2020 sont : 
- Soc Languedocienne Produits Verriers - SLPV, façonnage et transformation du verre plat (8 166 k€)
- Residence Retraite Renaissance, hébergement médicalisé pour personnes âgées (2 428 k€)
- Pousstronic France, commerce de gros (commerce interentreprises) de fournitures et équipements divers pour le commerce et les services (1 704 k€)
- Domaine De Longuet, culture de la vigne (340 k€)
- Thibault Roy, restauration traditionnelle (156 k€)

### Agriculture
La commune est dans la « Plaine viticole », une petite région agricole occupant la bande côtière du département de l'Hérault. En 2020, l'orientation technico-économique de l'agriculture  sur la commune est la viticulture.
|               | 1988 | 2000 | 2010 | 2020 |
| ------------- | ---- | ---- | ---- | ---- |
| Exploitations | 97   | 60   | 37   | 24   |
| SAU (ha)      | 875  | 939  | 935  | 800  |

Le nombre d'exploitations agricoles en activité et ayant leur siège dans la commune est passé de 97 lors du recensement agricole de 1988  à 60 en 2000 puis à 37 en 2010 et enfin à 24 en 2020, soit une baisse de 75 % en 32 ans. Le même mouvement est observé à l'échelle du département qui a perdu pendant cette période 67 % de ses exploitations,. La surface agricole utilisée sur la commune a également diminué, passant de 875 ha en 1988 à 800 ha en 2020. Parallèlement la surface agricole utilisée moyenne par exploitation a augmenté, passant de 9 à 33 ha.

### Commerces
Il y a quelques commerces : une superette et un supermarché, deux boulangeries, une boucherie, caviste, fleuriste, coiffeur, pharmacie, etc…

## Population et société

### Démographie

#### Évolution de la population
L'évolution du nombre d'habitants est connue à travers les recensements de la population effectués dans la commune depuis 1793. Pour les communes de moins de 10 000 habitants, une enquête de recensement portant sur toute la population est réalisée tous les cinq ans, les populations de référence des années intermédiaires étant quant à elles estimées par interpolation ou extrapolation. Pour la commune, le premier recensement exhaustif entrant dans le cadre du nouveau dispositif a été réalisé en 2006.

En 2022, la commune comptait 4 020 habitants, en évolution de +2,32 % par rapport à 2016 (Hérault : +7,49 %, France hors Mayotte : +2,11 %).
| 1793 | 1800 | 1806 | 1821 | 1831 | 1836 | 1841 | 1846 | 1851 |
| ---- | ---- | ---- | ---- | ---- | ---- | ---- | ---- | ---- |
| 163  | 174  | 160  | 205  | 261  | 266  | 317  | 320  | 346  |

| 1856 | 1861 | 1866 | 1872 | 1876 | 1881 | 1886 | 1891 | 1896 |
| ---- | ---- | ---- | ---- | ---- | ---- | ---- | ---- | ---- |
| 313  | 360  | 366  | 384  | 408  | 470  | 515  | 590  | 648  |

| 1901 | 1906 | 1911 | 1921 | 1926 | 1931 | 1936 | 1946 | 1954 |
| ---- | ---- | ---- | ---- | ---- | ---- | ---- | ---- | ---- |
| 703  | 660  | 651  | 785  | 700  | 750  | 725  | 610  | 620  |

| 1962 | 1968 | 1975  | 1982  | 1990  | 1999  | 2006  | 2011  | 2016  |
| ---- | ---- | ----- | ----- | ----- | ----- | ----- | ----- | ----- |
| 695  | 911  | 1 310 | 1 635 | 2 070 | 2 533 | 3 681 | 3 990 | 3 929 |

| 2021  | 2022  | - | - | - | - | - | - | - |
| ----- | ----- | - | - | - | - | - | - | - |
| 4 005 | 4 020 | - | - | - | - | - | - | - |

#### Pyramide des âges
En 2018, le taux de personnes d'un âge inférieur à 30 ans s'élève à 31,5 %, soit en dessous de la moyenne départementale (35,4 %). À l'inverse, le taux de personnes d'âge supérieur à 60 ans est de 30,7 % la même année, alors qu'il est de 27,5 % au niveau départemental.
En 2018, la commune comptait 1 903 hommes pour 2 036 femmes, soit un taux de 51,69 % de femmes, légèrement inférieur au taux départemental (52,24 %).
Les pyramides des âges de la commune et du département s'établissent comme suit.
| Hommes | Classe d’âge | Femmes |
| ------ | ------------ | ------ |
| 1,2    | 90 ou +      | 1,7    |
| 8,0    | 75-89 ans    | 8,9    |
| 20,3   | 60-74 ans    | 21,2   |
| 19,5   | 45-59 ans    | 21,4   |
| 16,8   | 30-44 ans    | 17,8   |
| 14,8   | 15-29 ans    | 13,4   |
| 19,3   | 0-14 ans     | 15,6   |

| Hommes | Classe d’âge | Femmes |
| ------ | ------------ | ------ |
| 0,8    | 90 ou +      | 1,9    |
| 8      | 75-89 ans    | 9,9    |
| 17,2   | 60-74 ans    | 18,3   |
| 18,9   | 45-59 ans    | 18,8   |
| 18,3   | 30-44 ans    | 17,8   |
| 19,3   | 15-29 ans    | 17,9   |
| 17,5   | 0-14 ans     | 15,3   |

### Sports
- Rugby à XV
  - AS Maureilhan Montady rugby Vice-champion de France de 1re série 2017

### Associations
Il y a plusieurs types d'associations à Montady : 
- Le club de judo et ju-jitsu : Montady Arts Martiaux
- Le club Taurin
- La FCPE
- L'A.P.E.M
- Les donneurs de sang
- Le LCM.
Et plein d'autres.

## Culture locale et patrimoine

### Lieux et monuments
- L'étang de Montady[29], classé depuis 1974, est une cuvette naturelle qui couvre plus de 400 hectares et fut asséchée au XIIIe siècle, entre 1248 et 1268, par les seigneurs de Montady et de Colombiers, associés à des bourgeois de Béziers. Chaque rayon est un drain qui conduit l'eau de la périphérie au centre vers un fossé circulaire, le redondèl[30]. Du centre part le fossé principal, la grande maïre[31], construit à contre-pente, qui évacue toutes les eaux. Le fossé se prolonge sous la colline de l'oppidum d'Ensérune par un aqueduc souterrain de 1 364 mètres de long, puis, de nouveau à ciel ouvert, il atteint l'étang de Poilhes et de là l'étang de Capestang[32].
- Le château de la Tour, château viticole dit "pinardier" XIXe siècle (monuments historiques 31 août 2007) architecte Léopold Carlier. Portail, orangerie, et serre. Ce château a été le lieu de tournage en 1960 des principales scènes extérieures du film britannique "The Greengage Summer" (L'été des Reines-Claudes) réalisé par Lewis Gilbert sorti en France en 1961 sous le titre "Un si bel été" avec Danielle Darrieux et Kenneth More et également le lieu de tournage en 1991 de plusieurs scènes extérieures et intérieures du film français "Sexes faibles" réalisé par Serge Meynard sorti en 1992 avec Valérie Lemercier et François Cluzet.

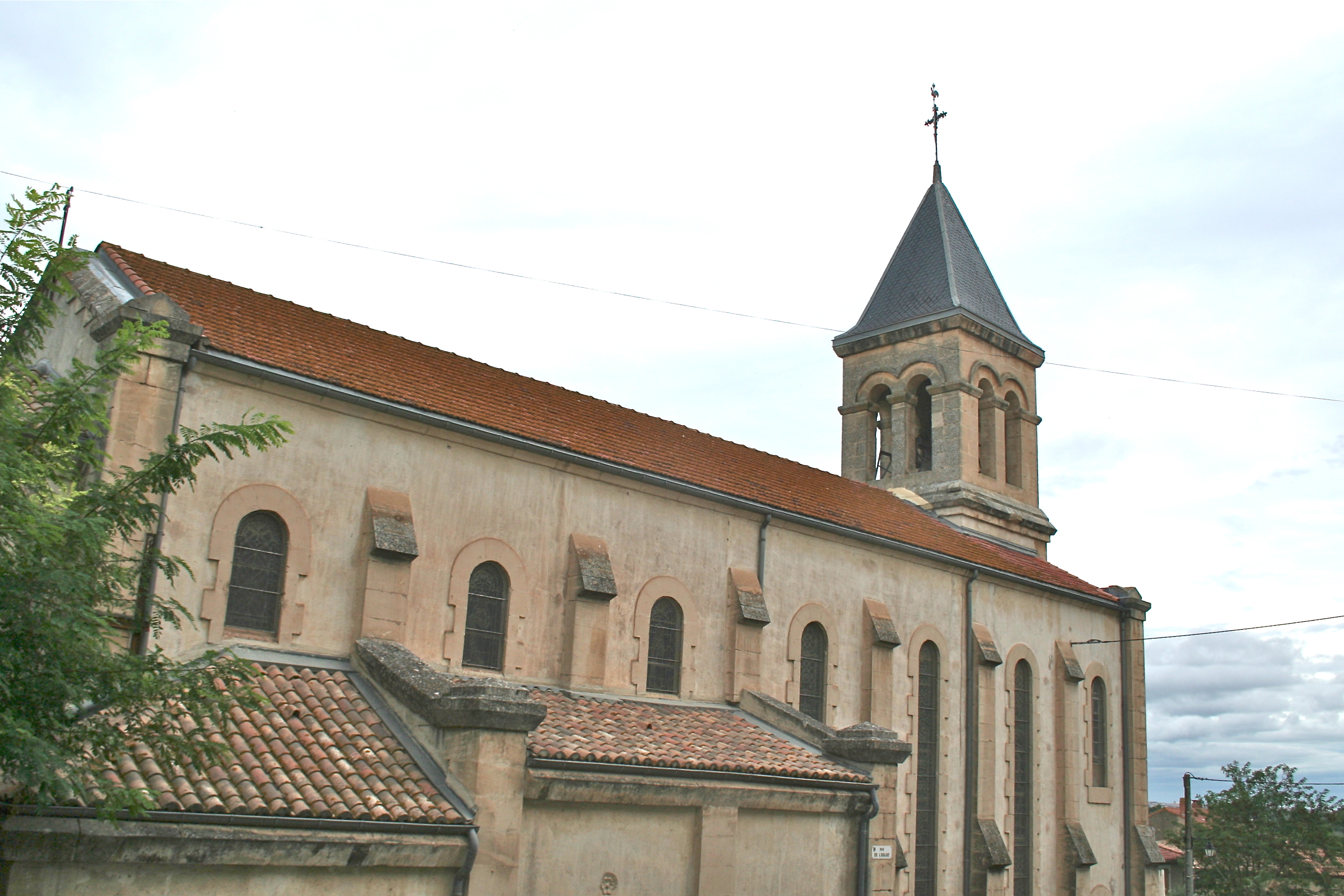
Église Saint-Géniès de Montady

- Église Saint-Géniès de MontadyLa tour de Montady, XIIe siècle (monuments historiques 21 mars 1960) donjon vestige du château fort de Montady démoli en 1846 qui n'a rien à voir avec le château de la Tour cité précédemment.
- Église Saint-Géniès de Montady, construite en 1906, vitraux remarquables.
- Colline de Montady (ou Pech de Montady), panorama au sud sur l'étang de Montady et l'oppidum d'Ensérune, à l'est sur la ville de Béziers, et au nord et à l'ouest sur les contreforts du Massif Central avec le Mont Caroux appelé par les gens du Pays Biterrois "la femme allongée".

### Héraldique
|  | Les armoiries de Montady se blasonnent ainsi : De sinople, au sautoir losangé d'or et de sinople |

### Personnalités liées à la commune
- Alexandre Giniès : abbé de la paroisse Saint Genes de Montady qui a découvert en 1860 le site d'Ensérune.
- Oswald Durand : (né le 9 février 1888 à Montady, mort le 18 février 1982 à Paris) est un administrateur colonial français, Gouverneur du Sénégal de 1946 à 1947 et Gouverneur de la Côte d'Ivoire de 1947 à 1948.
- Marc Albert, Bertin Bousquet, Louis Huc, André Séguret et Henry Villeneuve: résistants contre l'occupation allemande, membres du maquis de Fontjun, arrêtés, torturés puis fusillés le 7 juin 1944 au Champ de Mars à Béziers. André Séguret est mort au cours des combats contre les Allemands, le 6 juin 1944.
- Marcelle Huc : (née le 30 octobre 1901 à Montady et morte 3 avril 1988 à Béziers) est une femme politique française, élue comme conseiller général dans le canton de Capestang de 1945 à 1955[34]. Née Marcelle Gazel, institutrice à Montady, puis à Capestang, militante du SNI et membre du SFIO, elle est élue au conseil général de l'Hérault pendant 10 ans avant de choisir de laisser sa place en 1955 à Louis Brenac, propriétaire viticulteur à Nissan-lez-Ensérune, et également membre du SFIO. Son mari, Louis Huc, a été fusillé le 7 juin 1944 à Béziers. Né le 24 octobre 1904 à Montady (Hérault), Louis Huc fut ouvrier agricole puis petit viticulteur, syndicaliste de l’Hérault et résistant (AS) pendant la Seconde Guerre mondiale. Une rue est baptisée "Marcelle Huc et Résistants" dans la commune de Montady[35]. En 2023, le président du Conseil Départemental de l’Herault Kléber Mesquida décide, pour rendre femmage à la première conseillère générale de l’Hérault, de nommer une salle en son nom à l’hôtel du département de Montpellier.